# Metropolregion Barcelona

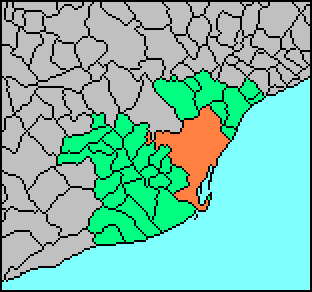
Mancomunitat de Municipis

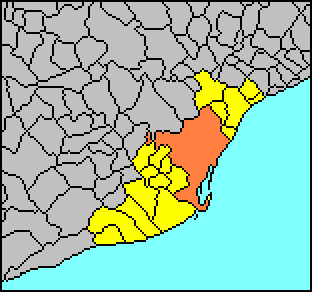
Entitat del Transport

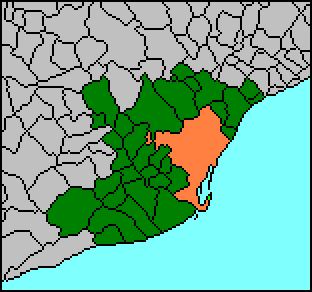
Entitat del Medi Ambient

Die Metropolregion Barcelona ist ein Zusammenschluss von 36 Städten und Gemeinden (Fläche ca. 630 km²), dem die katalanische Stadt Barcelona und umliegende Ortschaften angehören. In diesem Gebiet leben mehr als 3,16 Millionen Menschen.

## Körperschaften der Metropolregion
Die Metropolregion besteht aus drei Körperschaften. Diese bilden den institutionellen Rahmen für die Verwaltung der überregionalen Versorgung.
Vorsitzender des Zweckverbands der Städte und Gemeinden (Mancomunitat de municipis), dem 31 Städte und Gemeinde der Àrea Metropolitana angehören, ist der jeweilige Bürgermeister von Barcelona.

## Gebiet der Metropolregion
Der Zusammenschluss von 36 Städten und Gemeinden bildet das Gebiet der Metropolregion Barcelona.
| Stadt / Gemeinde          | Comarca           | Fläche [km²] | Einwohner | Dichte [EW/km²] |
| ------------------------- | ----------------- | ------------ | --------- | --------------- |
| Barcelona                 | Barcelonès        | 100,4        | 1.593.075 | 15.867          |
| L’Hospitalet de Llobregat | Barcelonès        | 12,50        | 252.884   | 20.230          |
| Badalona                  | Barcelonès        | 22,20        | 220.000   | 9.910           |
| Santa Coloma de Gramanet  | Barcelonès        | 6,57         | 118.129   | 17.824          |
| Cornellà de Llobregat     | Baix Llobregat    | 6,9          | 84.131    | 12.192          |
| Sant Boi de Llobregat     | Baix Llobregat    | 21,94        | 81.293    | 3.700           |
| Sant Cugat del Vallès     | Vallès Occidental | 48,32        | 70.664    | 1.462           |
| El Prat de Llobregat      | Baix Llobregat    | 31,17        | 63.190    | 2.027           |
| Viladecans                | Baix Llobregat    | 20,11        | 60.033    | 2.910           |
| Cerdanyola del Vallès     | Vallès Occidental | 32,00        | 57.182    | 1.787           |
| Castelldefels             | Baix Llobregat    | 12,9         | 56.815    | 4.404           |
| Esplugues de Llobregat    | Baix Llobregat    | 4,6          | 46.296    | 10.064          |
| Gavà                      | Baix Llobregat    | 30,90        | 43.242    | 1.399           |
| Sant Feliu de Llobregat   | Baix Llobregat    | 11,79        | 41.954    | 3.558           |
| Ripollet                  | Vallès Occidental | 4,39         | 33.605    | 7.655           |
| Montcada i Reixac         | Vallès Occidental | 23,34        | 32.238    | 1.381           |
| Sant Adrià de Besòs       | Barcelonès        | 3,87         | 31.939    | 8.253           |
| Sant Joan Despí           | Baix Llobregat    | 6,39         | 31.438    | 4.920           |
| Barberà del Vallès        | Vallès Occidental | 8,30         | 26.428    | 3.180           |
| Sant Vicenç dels Horts    | Baix Llobregat    | 9,14         | 26.477    | 2.897           |
| Sant Andreu de la Barca   | Baix Llobregat    | 5,52         | 23.675    | 4.289           |
| Molins de Rei             | Baix Llobregat    | 16,00        | 22.496    | 1.406           |
| Sant Just Desvern         | Baix Llobregat    | 7,85         | 14.910    | 1.899           |
| Badia del Vallès          | Vallès Occidental | 0,9          | 14.313    | 15.903          |
| Corbera de Llobregat      | Baix Llobregat    | 18,46        | 11.278    | 611             |
| Castellbisbal             | Vallès Occidental | 31,20        | 10.842    | 348             |
| Pallejà                   | Baix Llobregat    | 8,41         | 9.746     | 1.159           |
| Montgat                   | Maresme           | 2,95         | 9.112     | 3.088           |
| Santa Coloma de Cervelló  | Baix Llobregat    | 7,52         | 7.081     | 942             |
| Cervelló                  | Baix Llobregat    | 24,25        | 6.980     | 288             |
| Tiana                     | Maresme           | 7,9          | 6.519     | 825             |
| Begues                    | Baix Llobregat    | 50,00        | 5.284     | 106             |
| Torrelles de Llobregat    | Baix Llobregat    | 13,55        | 4.324     | 319             |
| El Papiol                 | Baix Llobregat    | 8,83         | 3.628     | 411             |
| Sant Climent de Llobregat | Baix Llobregat    | 10,73        | 3.366     | 314             |
| La Palma de Cervelló      | Baix Llobregat    | 5,37         | 2.881     | 536             |
| Total                     |                   | 629,32       | 3.127.448 |                 |